# Langkofel
Langkofel (wł. Sassolungo, lad. Saslonch - we wszystkich trzech językach nazwa oznacza „Długi kamień/skała”) – mający 3181 m n.p.m. najwyższy spośród szczytów górskich, wchodzących w skład położonego w Dolomitach na terenie regionu Trydent-Górna Adyga masywu Langkofelgruppe.
13 sierpnia 1869 roku miało miejsce pierwsze w historii wejście na szczyt. Dokonał go austriacki alpinista Paul Grohmann wraz z Franzem Innerkoflerem i Peterem Salcherem.